# Luke Jensen

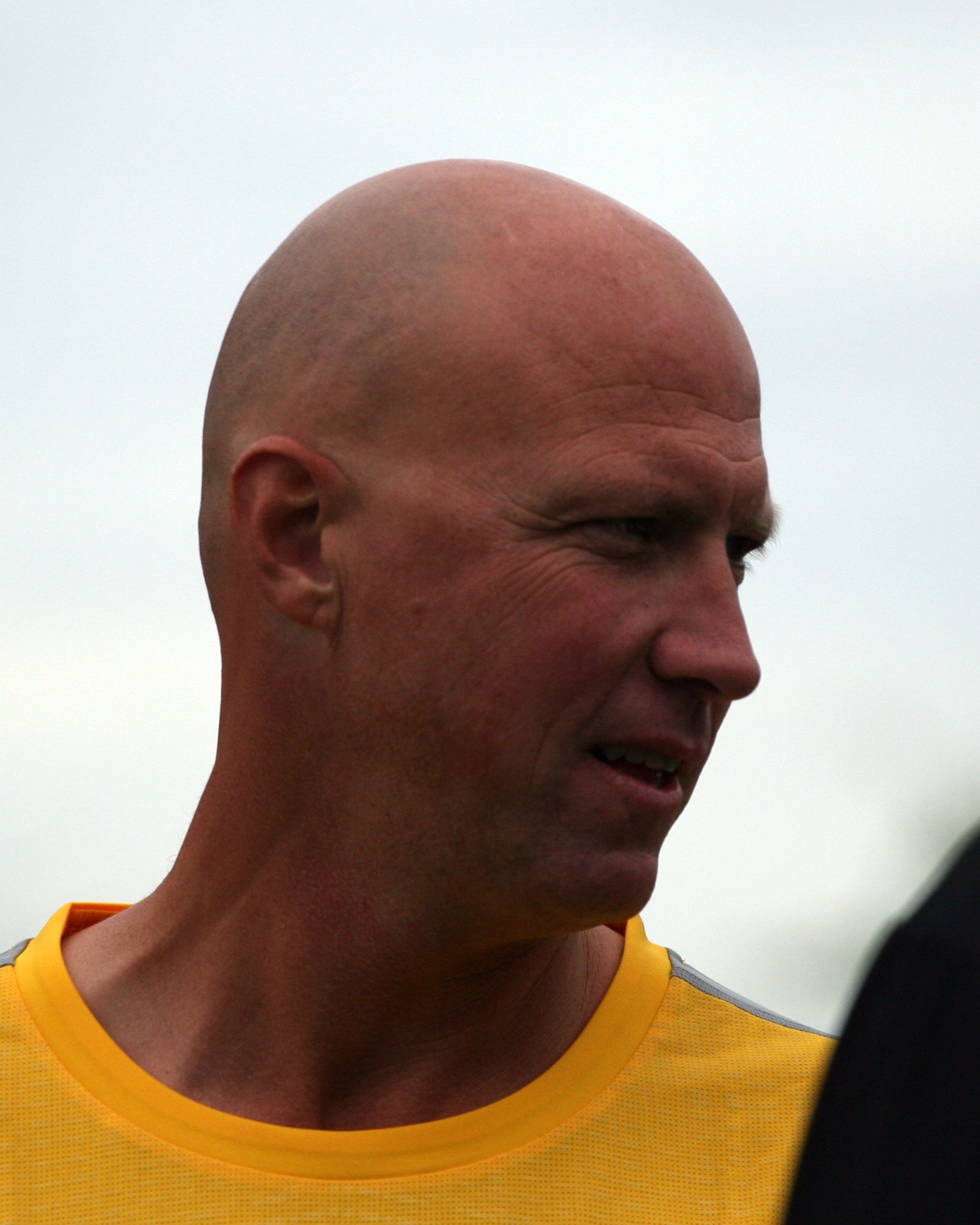
Luke Jensen

Luke Jensen, född 18 juni 1966 i Grayling i Michigan, är en amerikansk tidigare professionell tennisspelare som är ambidexter.

## Tenniskarriären
Luke Jensen blev professionell tennisspelare 1987. Han rankades som bäst nummer 168 i singel (1988) och sex i dubbel (1993). Han vann totalt 10 dubbeltitlar på ATP-touren. Karriärens höjdpunkt var finalsegern i herrdubbel i Franska öppna 1993, en titel han vann tillsammans med sin bror, Murphy Jensen.

## Personen Jensen
Luke Jensen kallades ofta "Dual Hand Luke" för sin förmåga att spela med både höger och vänster hand. Han spelar också gitarr. Han och hans bror Murphy underhöll ofta med rock and roll på olika ATP-parties. Han har också två tennisspelande systrar (Rachel och Rebecca), båda proffs på WTA-touren.

## Grand Slam-titlar
- Franska öppna
  - Dubbel - 1993 (med Murphy Jensen)